# Electrótrofo

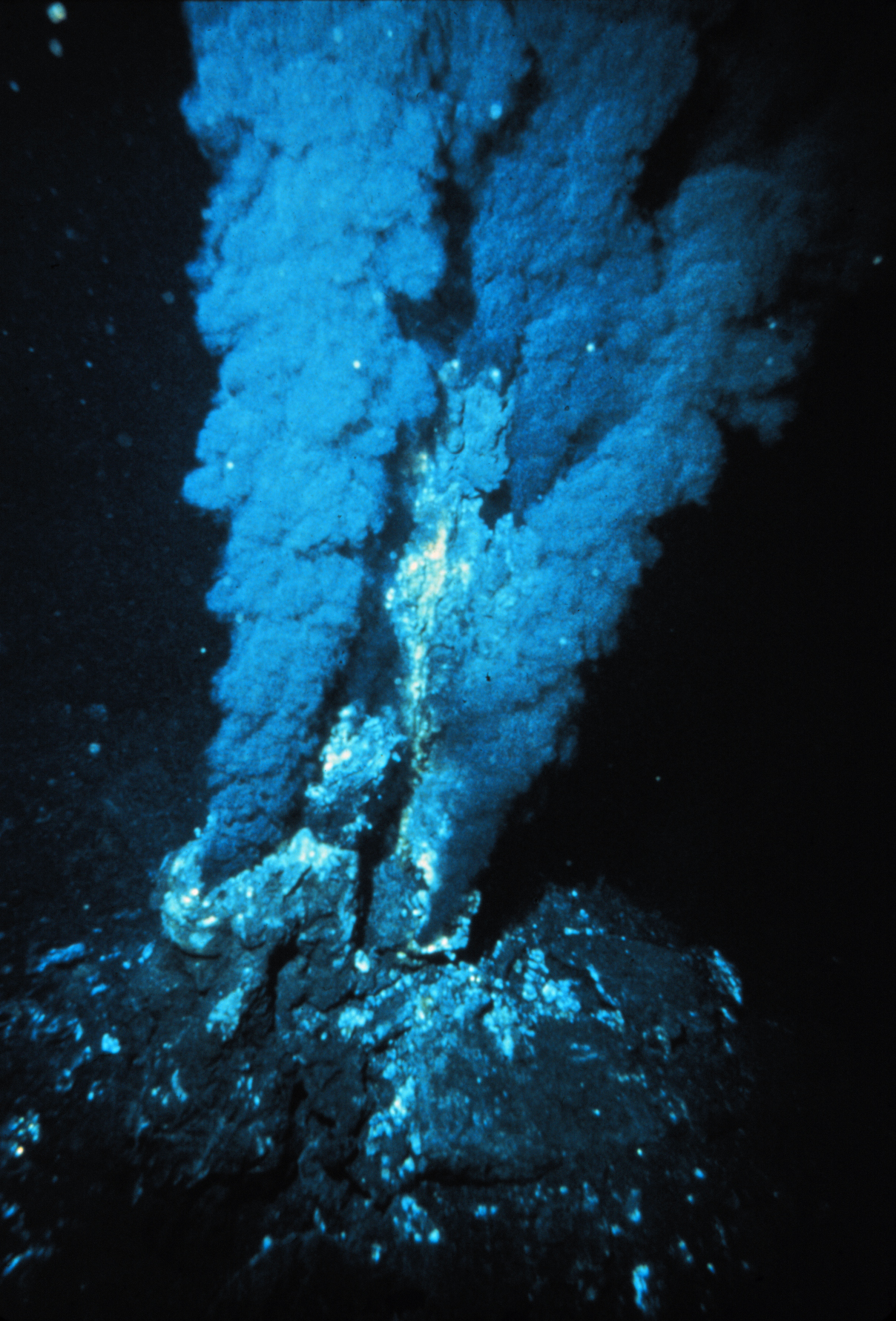
Ventilación térmica Blacksmoker

Un electrótrofo es un microorganismo que puede recibir los electrones necesarios para su crecimiento desde un terminal de electrodo (fuente de alimentación).
Se ha demostrado en experimentos que la bacteria quimiolitoautotrófica Acidithiobacillus ferrooxidans, que vive en respiraderos térmicos oceánicos, exhibe un comportamiento electrótrofo. En particular, cambia la fuente de electrones para la asimilación de carbono de iones Fe2+
 difusibles a un electrodo con la condición de que la corriente eléctrica sea la única fuente de energía y electrones.